# Європейська стратегія зайнятості
Європейська стратегія зайнятості (англ. European Employment Strategy) — головний інструмент визначення загальносоюзних пріоритетів у сфері зайнятості та координації політики зайнятості держав-членів. Європейська стратегія зайнятості (ЄСЗ, ще відома під назвою «Люксембурзький процес») передбачена в новому розділі «Зайнятість» (раніше просто стаття)  Амстердамського договору; Люксембурзький саміт в листопаді 1997 року запровадив ЄСЗ, не очікуючи доки Амстердамський договір набуде чинності (1999 р.). До Амстердамського договору співпраця на рівні ЄС в галузі зайнятості та ринку праці нічим не відрізнялася від міждержавного співробітництво в таких міжнародних організаціях, як ОБСЄ або Міжнародна організація праці.
Амстердамський договір проголосив зростання зайнятості одним з ключових завдань Європейського Союзу, настільки ж важливим, як і макроекономічні цілі зростання й стабільності; зобов'язала держави-члени зі Спільнотою працювати над розробкою узгодженої стратегії зайнятості та сприяти формуванню кваліфікованої, підготовленої, динамічної робочої сили, і такого ринку праці, що може швидко пристосовуватись до нових економічних обставин. Крім того, він запровадив принцип «головного потоку», згідно з яким при розробці всіх інших політик ЄС береться до уваги їхній вплив на зайнятість.
Для реалізації європейської стратегії зайнятості Люксембурзький саміт розробив новий, так званий «відкритий метод координації», коли замість примусових постанов використовується добровільна співпраця і «м'які постанови». Комісія та Рада міністрів щороку аналізують політику зайнятості держав-членів і оприлюднюють «Спільний звіт». Далі Комісія пропонує, а Рада затверджує «Головні напрямки щодо зайнятості», на підставі яких країни ЄС розробляють національні «Плани дій щодо зайнятості». Допомагає Раді в цій роботі Комітет із зайнятості, також створений згідно з Амстердамським договором на заміну Комітету з зайнятості та ринку праці, створеного 1996 року. Комітет із зайнятості здійснює моніторинг політики держав членів у сфері зайнятості та ринків праці, сприяє її координації та висловлює свою думку. До нього входять по два представника від кожної держави-члена і два представника від Комісії.
Відповідно до змін соціально-економічної ситуації, наступні Європейські Ради спрямовували і коригували ЄСЗ. Найважливішими в подальшому розвитку ЄСЗ стали Кардіффський саміт (червень 1998 р.), Кельнський (червень 1999 р.), Лісабонський (березень 2000 р.), Стокгольмський (жовтень 2000 р.) і Барселонський (березень 2002 р.). В Лісабоні була вироблена так звана «Лісабонська стратегія», ключовим елементом якої назвали Європейську стратегію зайнятості. Згідно з метою, визначеною в Лісабоні, до 2010 року загальна зайнятість в ЄС повинна сягнути 70 %.